# Clase social

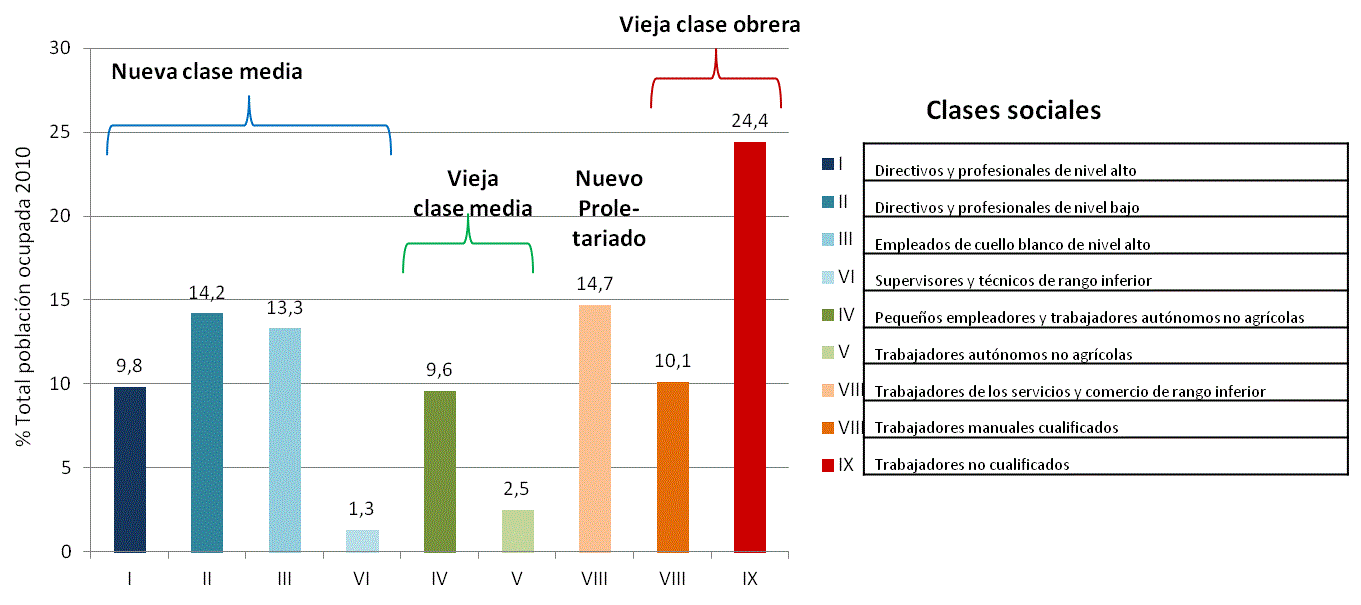
Clases sociales de España en la muestra del 2010.

La clase social es una forma de estratificación social en la cual un grupo de individuos comparten una característica común que los vincula social o económicamente, sea por su función productiva o "social", poder adquisitivo o "económico" o por la posición dentro de la burocracia en una organización destinada a tales fines. Estos vínculos pueden generar o ser generados por intereses u objetivos que se consideren comunes y que refuercen la solidaridad interpersonal. 
La sociedad de clases constituye una división jerárquica basada principalmente en las diferencias de ingresos, riquezas y acceso a los recursos materiales. Aunque las clases no son grupos cerrados y un individuo puede moverse de una clase a otra. Este sistema está muy relacionado con el sistema productivo y es el típico sistema de estratificación de las sociedades de Europa en los siglos XVII y XIX, hoy extendido a casi todo el orbe, así como en gran medida de las sociedades mercantiles de la Antigüedad.

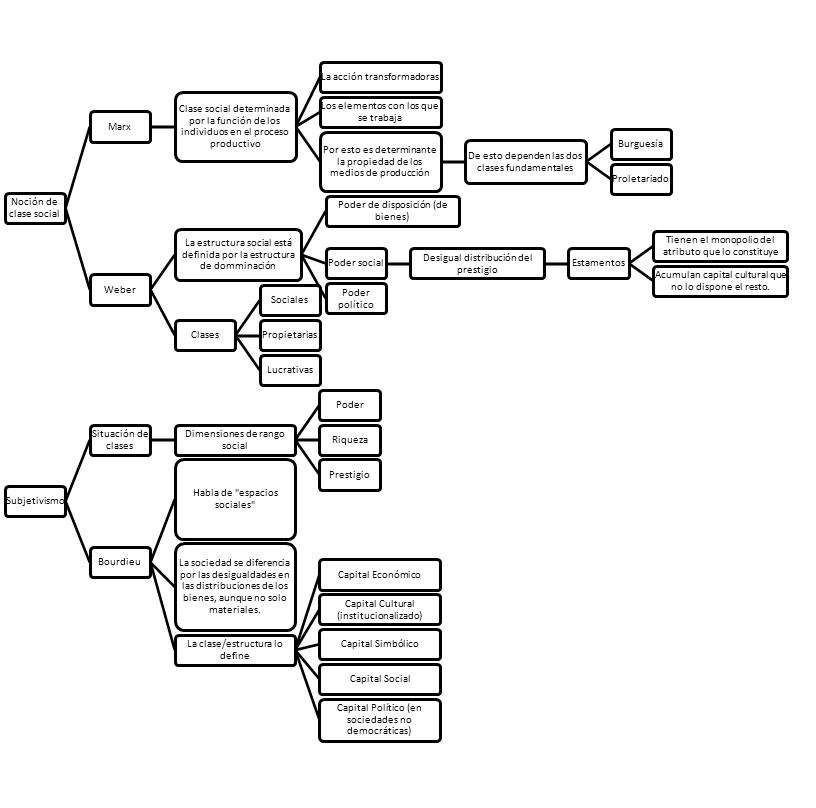
Mapa conceptual sobre las distintas corrientes de pensamiento sobre las clases sociales / estratos sociales

## Características generales
La adscripción a determinada clase de un individuo se determina básicamente por criterios económicos, a diferencia de lo que sucede en otros tipos de estratificación social, basados en castas y estamentos, donde el criterio básico de adscripción en principio no es económico (aunque la adscripción a un determinado grupo pueda conllevar secundariamente condicionantes económicos).
1. Generalmente, para el conjunto de individuos que configura una clase existen unos intereses comunes, o una estrategia social maximizadora de su poder político y bienestar social. En ciertos casos, un cierto número de individuos se desentiende de los intereses de su clase social.
2. Las condiciones económicas que conllevan la adscripción a una u otra clase generalmente están determinadas por el nacimiento y herencia familiar. Así en la mayoría de las sociedades los hijos de las clases desfavorecidas a lo largo de su vida seguirán formando parte de las clases desfavorecidas, y los hijos de las clases más acomodadas tienen mayor probabilidad de ser parte durante el resto de su vida de la clase acomodada.[3]

El conjunto de las clases sociales y sus relaciones forman un sistema de clases que es típico de las sociedades industriales modernas.
En este tipo de sociedad basada en el mercado, se reconoce una mayor movilidad social que en otros sistemas de estratificación social. Es decir, todos los individuos tienen la posibilidad de escalar o ascender en su posición social por su mérito u otro factor valuado en el mercado. La consecuencia es la ruptura con las organizaciones estamentarias donde cada persona está ubicada según la tradición en un estrato específico, normalmente para toda la vida.
Sin embargo, pese a estas posibilidades de ascenso, el sistema de clases no cuestiona la desigualdad en sí misma e incluso tiende a erosionar los lazos de responsabilidad (que eran jurídicos en las sociedades estamentales) entre distintas posiciones sociales que se encuentran reducidas a ser oficios y profesiones y por ende a la búsqueda del beneficio económico para la subsistencia.
En países en vías de desarrollo, muchas clases agrarias patricias incorporan residuos estamentales o la emulan, develando un pasado ethos jerárquico, bien sea fruto de un colonialismo tradicional absolutista que lo regimentara y posibilitara, como en América Latina, o por el contrario un remanente de tradiciones sociales no eliminadas por una colonización modernizadora de cuño capitalista, como en el caso hindú en el que se conserva con ciertas limitaciones una sociedad de castas conviviendo con una economía capitalista.
La clase social a la que pertenece un individuo determina sus oportunidades, y se define por aspectos que no se limitan a la situación económica. También proveen al mismo de ciertas pautas de comportamiento habituales: los gustos, el lenguaje y las opiniones. Incluso las creencias éticas y religiosas suelen corresponderse con las de un estatus social que deviene de una posición socioeconómica compartida por similares hábitos de consumo y cierta vida en común.
Un sistema de clases es por tanto, una jerarquización colectiva, donde el criterio de pertenencia lo determina la relación del individuo con la actividad económica, y principalmente, su lugar respecto de los medios de producción y dicha condición puede estar estrechamente correlacionada con la herencia familiar.

## Clase social según Karl Marx

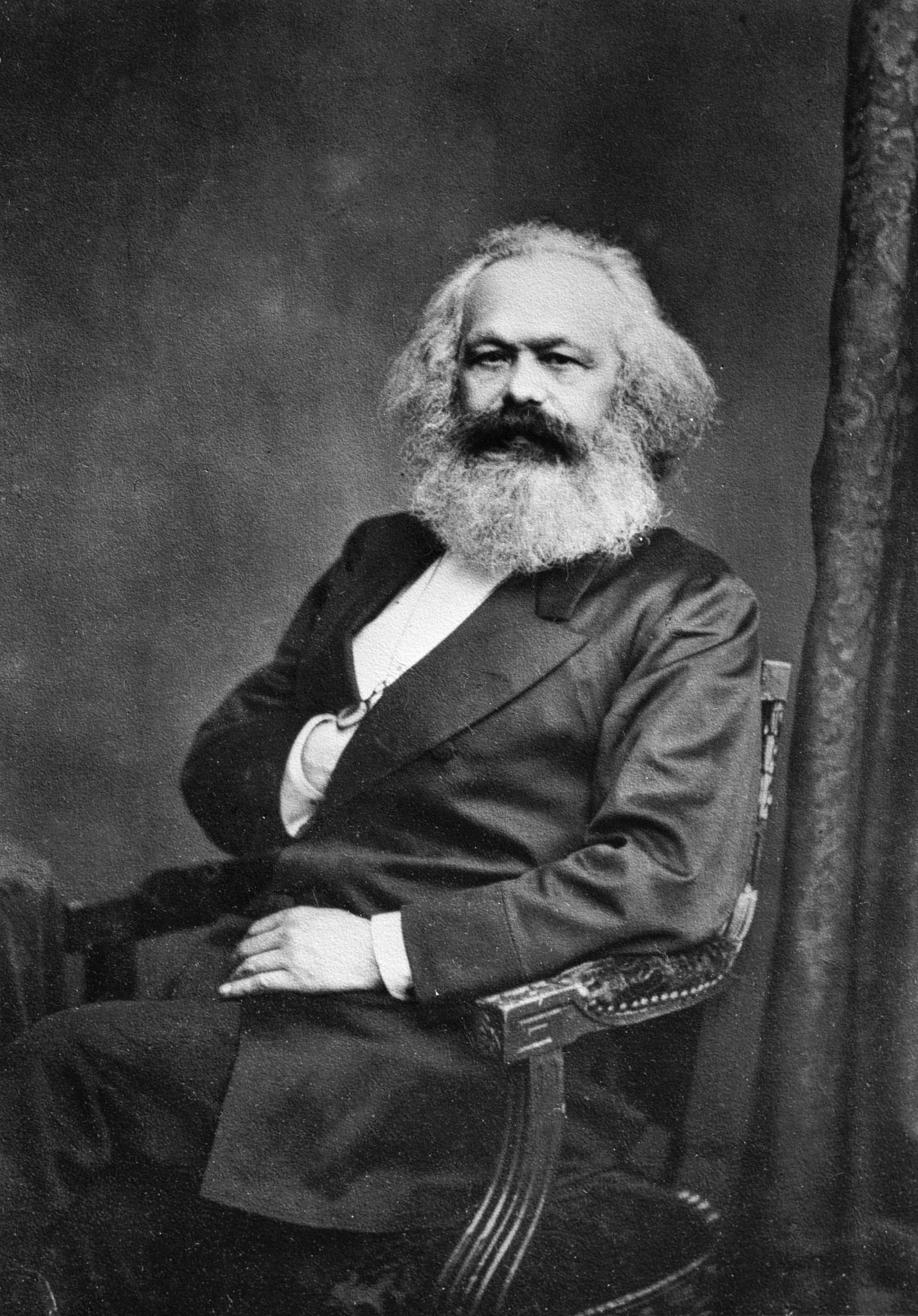
Karl Marx

Para Karl Marx las clases sociales pueden entenderse de dos formas, sea como: 1) grupos de individuos que se definen por una misma categorización de sus formas de relacionarse con los medios materiales de producción (particularmente la forma de obtención de sus rentas), o 2) una conciencia de clase entendida como la creencia en una comunidad de intereses entre un tipo específico de relaciones socioeconómicas. Esto se desprende de la breve descripción que es frecuentemente citada del 18 Brumario de Luis Bonaparte, en ausencia de una exposición dedicada del tópico en el resto de su obra:

Los campesinos parcelarios forman una masa inmensa, cuyos individuos viven en idéntica situación, pero sin que entre ellos existan muchas relaciones. Su modo de producción los aísla a unos de otros, en vez de establecer relaciones mutuas entre ellos. Este aislamiento es fomentado por los malos medios de comunicación de Francia y por la pobreza de los campesinos. Su campo de producción, la parcela, no admite en su cultivo división alguna del trabajo, ni aplicación alguna de la ciencia; no admite, por tanto, multiplicidad de desarrollo, ni diversidad e talentos, ni riqueza de relaciones sociales. Cada familia campesina se basta, sobre poco más o menos, a sí misma, produce directamente ella misma la mayor parte de lo que consume y obtiene así sus materiales de existencia más bien en intercambio con la naturaleza que en contacto con la sociedad. La parcela, el campesino y su familia; y al lado, otra parcela, otro campesino y otra familia. Unas cuantas unidades de éstas forman una aldea, y unas cuantas aldeas, un departamento. Así se forma la gran masa de la nación francesa, por la simple suma de unidades del mismo nombre, al modo como, por ejemplo, las patatas de un saco forman un saco de patatas. En la medida en que millones de familias viven bajo condiciones económicas de existencia que las distinguen por su modo de vivir, por sus intereses y por su cultura de otras clases y las oponen a éstas de un modo hostil, aquéllos forman una clase. Por cuanto existe entre los campesinos parcelarios una articulación puramente local y la identidad de sus intereses no engendra entre ellos ninguna comunidad, ninguna unión nacional y ninguna organización política, no forman una clase. Son, por tanto, incapaces de hacer valer su interés de clase en su propio nombre, ya sea por medio de un parlamento o por medio de una Convención. No pueden representarse, sino que tienen que ser representados. Su representante tiene que aparecer al mismo tiempo como su señor, como una autoridad por encima de ellos, como un poder ilimitado de gobierno que los proteja de las demás clases y les envíe desde lo alto la lluvia y el sol. Por consiguiente, la influencia política de los campesinos parcelarios encuentra su última expresión en el hecho de que el poder ejecutivo somete bajo su mando a la sociedad.

La doctrina marxista intenta descubrir la objetividad de la existencia de las clases (clasificaciones) socialmente relevantes a través de la formación de intereses subjetivos yuxtapuestos y en contraposición a otros grupos de intereses comprendidos en forma similar. Las clases sociales aparecen entonces como dualidades antagónicas en un contexto histórico de conflicto cuyo eje central es el materialismo histórico. De ese enfrentamiento mediado por la historia surge la lucha de clases que es la manifestación misma del conflicto de los intereses materiales de los individuos en las relaciones sociales basadas en la explotación, engendrando nuevas clases dominantes antes mientras el desarrollo de las fuerzas productivas no sea suficiente para que la historia finalice con una clase trabajadora subalterna capaz de reemplazar a las clases dominantes existentes, y a la vez incapaz de transformarse en dominante de otra por carecer de herramientas de producción propias (como sería el caso del proletariado moderno), y así abolir toda forma de explotación. En el esquema marxiano, las clases sociales estamentales de las sociedades precapitalistas podían encontrarse en conflicto mutuo pero las clases dominadas poseían intereses en el mismo siendo que estas eran a su vez estamentos, con lo cual las transformaciones sociales exigían un ulterior desarrollo provocado por nuevas clases dominantes:

En el estamento (y más todavía en la tribu) esto aparece aún velado; y así, por ejemplo, un noble sigue siendo un noble y un plebeyo un plebeyo, independientemente de sus otras relaciones, por ser aquélla una cualidad inseparable de su personalidad. La diferencia del individuo personal con respecto al individuo de clase, el carácter fortuito de las condiciones de vida para el individuo, sólo se manifiestan con la aparición de la clase, que es, a su vez, un producto de la burguesía. La competencia y la lucha de unos individuos con otros es la que engendra y desarrolla  este carácter fortuito en cuanto tal. Por eso en la imaginación, los individuos, bajo el poder de la burguesía, son más libres que antes, porque sus condiciones de vida son, para ellos, algo puramente fortuito; pero, en la realidad, son, naturalmente, menos libres, ya que se hallan más supeditados a un poder material. La diferencia con el estamento se manifiesta, concretamente, en la antítesis de burguesía y proletariado. Al aparecer el estamento de los vecinos de las ciudades, las corporaciones, etc., frente a la nobleza rural, sus condiciones de existencia, la propiedad mobiliaria y el trabajo artesanal, que existían ya de un modo latente antes de su separación de la asociación feudal, aparecieron como algo positivo, que se hacían valer frente a la propiedad inmueble feudal, y ésta era la razón de que volvieran a revestir en su modo, primeramente, la forma feudal. Es cierto que los siervos de la gleba fugitivos consideraban a su servidumbre anterior como algo fortuito en su personalidad. Pero, con ello no hacían sino lo mismo que hace toda clase que se libera de una traba, aparte de que ellos, al obrar de este modo, no se liberaban como clase, sino aisladamente. Además, no se salían del marco del régimen de los estamentos, sino que formaban un estamento nuevo y retenían en su nueva situación su modo de trabajo anterior, y hasta lo desarrollaban, al liberarlo de trabas que ya no correspondían al desarrollo que había alcanzado.

Marx destacó que, a diferencia de todas las anteriores sociedades de la historia de Occidente con múltiples grupos de clases antagónicas, en la moderna sociedad capitalista el sujeto social pasa a ser el capital como proceso social, y el conflicto se simplifica en la formación interna a la sociedad civil de dos grandes clases caracterizadas cuya "distribución" depende de su rol económico: el proletariado y la burguesía. Esta última, por su función social originaria, dispondría físicamente de los medios de producción. Le sería propio a las clases burguesas el modo de producción denominado capitalismo y su apoyo teórico, el liberalismo, comprendido como su epifenómeno ideológico. El proletariado, como clase oprimida capaz de superar a la burguesía, debería unirse contra esta para romper con su explotación. Siendo su negación dialéctica y sin haber generado dentro de sí nuevas clases opresoras u oprimidas, se volvería el instrumento de la negación de la sociedad con clases. La condición de su transformación en clase política sería la superación de sus diferencias geográficas y culturales ("¡Proletarios de todos los países, uníos!" había sentenciado en la última página del Manifiesto Comunista) y el descubrimiento de su conciencia de clase para así superar la alienación.
El marxismo, en tanto teoría y explicación causal de la realidad, ha llegado a autointerpretarse como la adecuada ideología futura de la clase proletaria. Este enfoque ha sido considerado una paradoja de autorreferencia por la cual la misma noción marxiana de clase y de "ideología de clase" se vuelve la reificación de esta clase particular, noción que es a su vez parte de la doctrina y cuyo criterio de verificación (el éxito en el proceso histórico) es también parte de la misma. Otras corrientes marxistas han entendido su pensamiento sociológico como un criterio objetivo y universal de análisis de la realidad testeado por su carácter "progresista" para el proletariado, o bien en términos políticos como funcional a un programa de acción de un partido revolucionario que se presupone será beneficioso para esta clase.
A pesar de la importancia del concepto de clase para el movimiento político marxista, muchos autores destacan como sorprendente que el propio Marx nunca diera una definición precisa de clase en ninguno de sus escritos, a pesar de describir muchas de sus características. Estos, a partir de ciertas menciones en parágrafos clave, creen posible deducir, en forma alternativa al marxismo clásico, la noción que el autor habría tenido en mente: entre otras, que la posición social de un individuo no estaría simplemente determinada por el tipo de fuente de ingreso y por tanto las clases sociales serían más bien entidades de tipo social y no meramente económicas. Se recalca también el hecho de que este haya distinguido claramente, a la manera hegeliana, entre clase social objetiva (Klasse an sich 'clase en sí') y clase social subjetiva (Klasse für sich 'clase para sí'), y que, aunque su análisis primigenio era dicotómico, sus escritos posteriores consideran el desarrollo de estratos intermedios no explicables dentro de una relación binaria opresor-oprimido. Citan la abrupta interrupción del manuscrito del tercer volumen de El Capital, en el momento en que está respondiendo a la pregunta ontológica «¿qué constituye una clase?»; en el mismo la clase no aparece como rígidamente ligada al origen del ingreso o la posición en la división del trabajo:

La próxima pregunta a responder es ésta: ¿qué forma una clase?, y por ciento que esto se desprende de suyo de la respuesta a la otra pregunta: ¿qué hace que trabajadores asalariados, capitalistas y terratenientes formen las tres grandes clases sociales?
A primera vista, la identidad de los réditos y de las fuentes de rédito. Son tres grandes grupos sociales, cuyos componentes, los individuos que las forman, viven respectivamente de salario, ganancia y renta de la tierra, de la valorización de su fuerza de trabajo, su capital y su propiedad de la tierra.
Pero desde este punto de vista médicos y funcionarios, por ejemplo, también formarían dos clases, pues pertenecen a dos grupos sociales diferentes, en los cuales los réditos de los miembros de cada uno de ambos fluyen de la misma fuente. Lo mismo valdría para la infinita fragmentación de los intereses y posiciones en que la división del trabajo social desdobla a los obreros como a los capitalistas y terratenientes; a los últimos, por ejemplo, en viticultores, agricultores, dueños de bosques, poseedores de minas y poseedores de pesquerías.
[Aquí se interrumpe el manuscrito.]

Karl Marx ha utilizado muchas categorizaciones variables para clasificar las relaciones de producción por la fuente de ingreso, pero esto presupone que las condiciones que las determinan como clases preexisten a su unidad política y a que puedan mancomunarse en conflictos de intereses subjetivamente considerados. Con lo cual no es el conflicto el que genera o da origen a la distinción de clase en la que basan su unidad, sino que es el que "descubre" aquellas categorías de relaciones de producción que son significativas para delimitar las contraposiciones de intereses solidarios entre sí. De esta forma, el conflicto espontáneo no determina pero revela la extensión mínima que subdivide a las diferentes clases sociales en posible relación de explotación:

De una parte, los diferentes individuos sólo forman una clase en cuanto se ven obligados a sostener una lucha común contra otra clase, pues de otro modo ellos mismos se enfrentan los unos con los otros, hostilmente, en el plano de la competencia. Y, de otra parte, la clase se sustantiva, a su vez, frente a los individuos que la forman, de tal modo que éstos se encuentran ya con sus condiciones de vida predestinadas; se encuentran con que la clase les asigna su posición en la vida y, con ello, la trayectoria de su desarrollo personal; se ven absorbidos por ella.

Respecto a la lucha de clases, según Marx su desarrollo final salamente se alcanzará cuando el conflicto entre las clases requiera que estas dejen de existir y se dependa de una transición a un modo de producción no edificado sobre estas. Dicha visión del conflicto social como generado por las clases sociales, y el entendimiento de las clases sociales como parte de una estructura vinculada por relaciones de producción, era para el propio Marx su principal aporte al desafío epistemológico de las ciencias sociales:

Por lo que a mí se refiere, no me cabe el mérito de haber descubierto la existencia de las clases en la sociedad moderna ni la lucha entre ellas. Mucho antes que yo, algunos historiadores burgueses habían expuesto ya el desarrollo histórico de esta lucha de clases y algunos economistas burgueses la anatomía económica de éstas. Lo que yo he aportado de nuevo ha sido demostrar: 1) que la existencia de las clases sólo va unida a determinadas fases históricas de desarrollo de la producción; 2) que la lucha de clases conduce, necesariamente, a la dictadura del proletariado; 3) que esta misma dictadura no es de por sí más que el tránsito hacia la abolición de todas las clases y hacia una sociedad sin clases...

### La aproximación marxista-leninista a una definición de clase

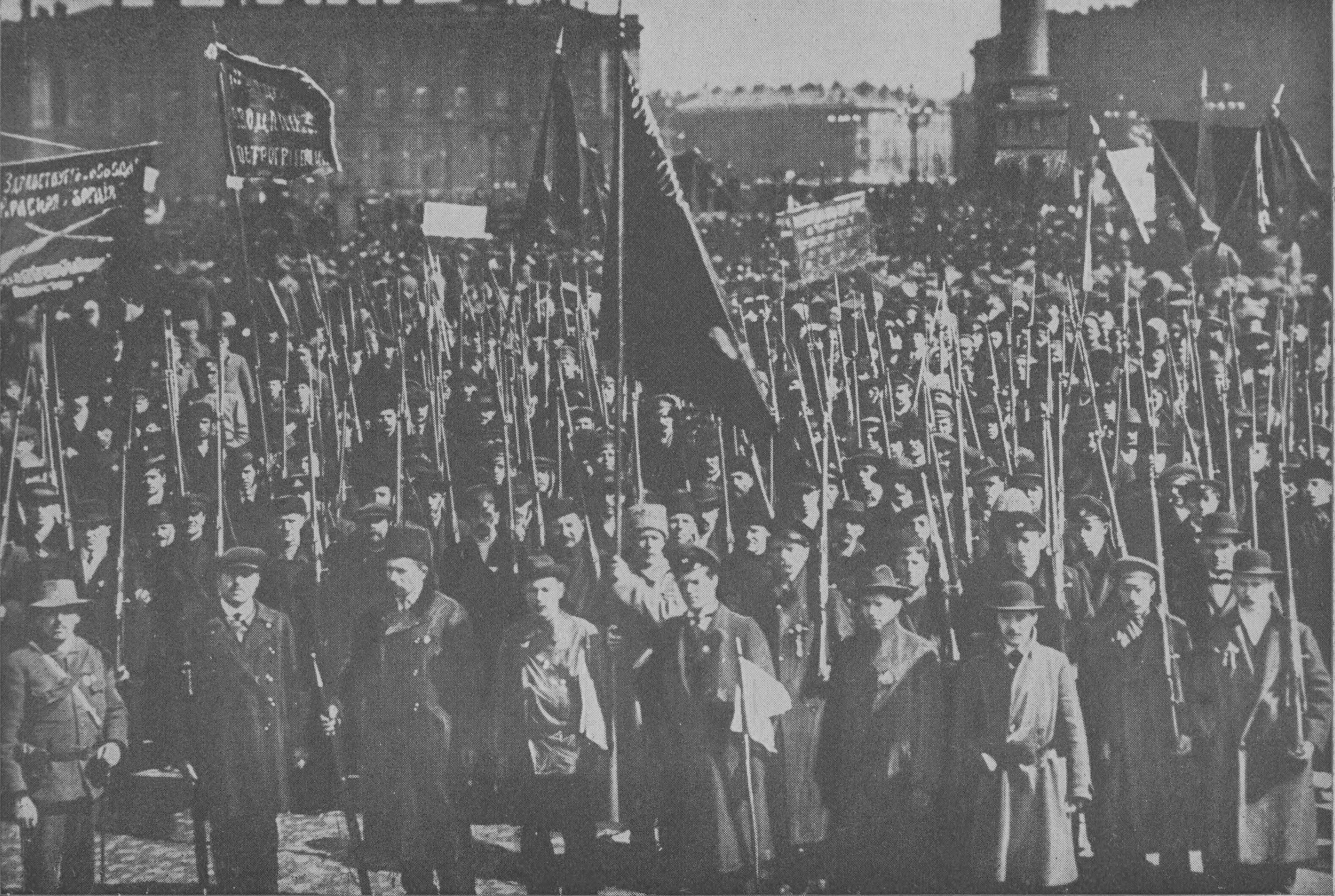
Según el marxismo-leninismo, la Revolución rusa de 1917 es un primer ejemplo de sociedades edificadas políticamente por clases obreras

Para el marxismo posterior, las clases sociales van asociadas a la existencia de contradicciones y la lucha de clases: estas no existen primero, como tales, para entrar después en la lucha de clases, lo que haría suponer que existen clases sin lucha de clases. Las clases sociales cubren como prácticas de clase permanentes también la lucha de clases, y no se dan sino en su oposición.
Lenin esbozó en forma más precisa y completa una definición marxista de clase social, intentando explicar el presupuesto original de oposición entre clases pero sin insistir acerca de su número ni de su carácter de polarización dual:

Se denominan clases a grandes grupos de hombres que se diferencian por: 

1. su lugar en el sistema históricamente determinado de la producción social
2. por su relación (en la mayoría de los casos confirmada por las leyes) hacia los medios de producción
3. por su papel en la organización social del trabajo y, por consiguiente,
4. por los medios de obtención y por el volumen de la parte de riqueza social de que disponen.

Las clases son grupos de hombres en los que unos pueden atribuirse el trabajo de otros gracias a la diferencia del lugar que ocupan en un determinado sistema de la economía social.

Uno de los aspectos fundamentales del concepto marxista-leninista de las clases sería que estas no existen aisladas, sino como parte de un sistema de clases. Las clases sociales solo existen unas en relación con otras. Lo que define y distingue a las diversas clases son las relaciones específicas que se establecen entre ellas. Una clase social solo puede existir en función de otra. Las relaciones entre las distintas clases pueden ser de diversa índole, pero entre ellas destacan las que podemos considerar como relaciones fundamentales o estructurales. Estas están determinadas por los intereses objetivos que tienen las clases, como resultado de las posiciones específicas que ocupan en el proceso productivo, como resultado de la situación específica que tiene cada una de ellas con respecto a los medios de producción. Estas posiciones diferenciales, que según Lenin permite que una clase social se apropie el trabajo de otra, determinan que los intereses objetivos de las clases no solo sean distintos sino contrarios y opuestos. 
De acuerdo al leninismo, la praxis del proletariado al intentar superar su condición como grupo explotado llevaría a dos etapas finales en la evolución histórica de las formas de producción occidentales (a diferencia del históricamente invariado modo de producción asiático). Las etapas primera y final del comunismo como modo de producción son diferenciadas por el marxismo-leninismo doctrinario, de manera relativamente similar a la categorización de Durkheim, como dos organizaciones sociales diferentes más que como una transición permanente:
- Socialismo: Persistencia de las clases sociales no poseedoras de medios de producción y representación política de su consciencia mediante un partido político. Propiedad pública de la producción provisionalmente en manos del Estado. Distribución por función.
- Comunismo: Abolición de la división social del trabajo y del dinero. Colectivización de la sociedad civil. Disolución de cualquier forma de clase y absorción en una "comunidad de productores" de la economía colectiva del Estado. Distribución por necesidad.

### Desarrollos ulteriores del concepto
Si bien el triunfo de la acción política marxista no probó la tesis del materialismo histórico sobre la validez de la propia doctrina, y la estrategia leninista se materializó sin cumplir las expectativas que se tenían de ella, su dialéctica provocó un giro total en la política y la historia moderna. La específica aplicabilidad de la teoría de Marx al orden capitalista se explicaría, según el marxista Karl Reitter, en los siguientes términos:

El resultado de la relación de clases es acumulable a voluntad en forma monetaria y susceptible además de ser reutilizado en otro momento y otro lugar al objeto de reproducirse otra vez. Todas las demás relaciones son diferentes: ninguna de ellas muestra esa particularidad. El hecho de que esa particularidad pudiera desarrollarse históricamente se explica por el despliegue de lo socioeconómico en tanto que esfera intratable. De nuevo, la descomposición del feudalismo, la separación de la esfera del Estado político respecto a la sociedad permitió tematizar la economía como una relación social. En sentido estricto, sólo puede hablarse de economía dentro del modo de producción capitalista. Tal y como Polanyi ha puesto de manifiesto, en las sociedades precapitalistas lo económico se presenta estructural e inextricablemente vinculado a referencias políticas, morales, señoriales y culturales. Por ejemplo, un análisis de la dinámica económica en su forma pura, tal y como el que Marx llevó a cabo en el caso del modo de producción capitalista, no es posible en absoluto para una economía de la antigüedad. Así, pues, hay motivos para pensar que los conceptos de clase y de modo de producción sólo pueden aplicarse en sentido categórico al capitalismo.

Las transformaciones sociales al iniciar el siglo XX llevaron a que aparecieran nuevos aportes, entre ellos los que fueron realizados por Weber y Durkheim.

## Clase social según Max Weber

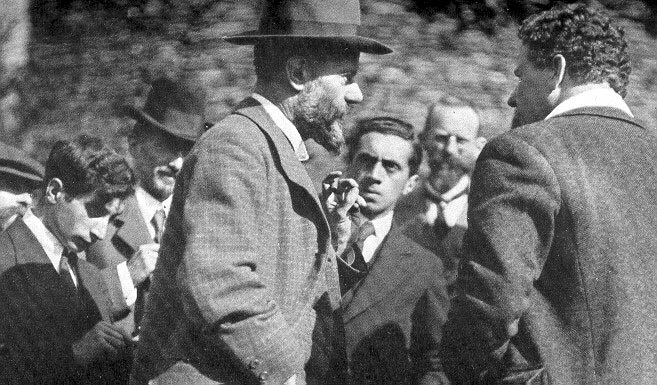
Max Weber

Max Weber contribuyó a atender la complejización social de occidente en el siglo XX (aparición de capas medias, burocracia, etc) y comprender desde una lógica de la acción social y la racionalidad. Es un error ver a Weber como a Marx (como la sociología funcionalista lo hizo creer desde Talcott Parsons) aun siendo este liberal y cercano al mundo religioso. La distancia puesta por este se desarrolló como respuesta al enfoque más reduccionista del marco metodológico hegeliano de Marx (primacía del factor material económico-tecnológico para explicar el capitalismo y otras formas socioeconómicas como necesidades históricas evolutivas) algo que Weber trata de refutar a través de su tesis sobre la ética protestante y la cuestión de un marco cultural imposible de explicar superestructuralmente, y principalmente mediante su idea de la comprensión (verstehen) de la acción social. Su marco conceptual debe rastrearse en las cosmovisiones nietzscheana y freudiana, desde donde Weber concilia el individualismo metodológico no atomista con el estudio holista de las estructuras sociales y culturales:

La sociología interpretativa o comprensiva considera al individuo y su acción como su unidad básica. Como su átomo, si puedo permitirme emplear excepcionalmente esta discutible comparación (...) en consecuencia la teoría de la sociología consiste en reducir estos conceptos a «acciones comprensibles», es decir, sin excepción, aplicables a las acciones de hombres individuales participantes.

Con su obra La ética protestante y el espíritu del capitalismo presentaría la tesis pluricausal según la cual si bien puede existir una evolución propia para la sociedad (Comte), el pensamiento (Hegel) y la tecnología (Marx), ninguna es infraestructura determinante para la otra, así como también cada una de estas puede describir en el camino de su desarrollo trayectos diferentes tanto por sí misma como por influencia de las otras. Weber descubrió cómo la actitud de austeridad y negación del ocio (negocio) en función del lucro del capital que sistematizara Benjamin Franklin se generalizó sólo como derivado del ascetismo intramundano propio de las principales variantes de la ética calvinista, y cómo ésta fue condición necesaria (aunque no suficiente) de existencia de la modernidad burguesa en Occidente:

El hecho que exige explicación histórica es este: en el centro más altamente capitalista de su época, la Florencia de los siglos XIV y XV, mercado de dinero y capital de todos los grandes poderes políticos, esta actitud era considerada éticamente injustificable o, cuanto más, tolerable; mientras que en el siglo XVIII, en las lejanas poblaciones pequeñoburguesas de Pensilvania, donde los negocios amenazaban reducirse al trueque por mera falta de dinero, donde apenas había signos de una gran empresa, donde solo se esbozaban los comienzos de un régimen bancario, se veía en ella la esencia de la conducta moral, impuesta incluso en nombre del deber. Hablar aquí de un reflejo de las condiciones materiales en la superestructura ideal sería flagrante tontería. ¿Qué constelación de ideas explicaría el tipo de actividad dirigida en apariencia hacia el puro lucro, como una vocación por la cual el individuo se sintiera éticamente obligado? Pues ésta fue la idea que dio justificación y fundamento ético a la modalidad del nuevo empresario.

Respecto a la teoría de la acción social, el individualismo metodológico weberiano contrasta con el colectivismo metodológico de la visión marxista de la sociedad, que parte de suma dialéctica de "relaciones" socioeconómicas similares que conforman dualidades de clases contrapuestas y que luego conforman la vida individual donde se expresan realmente, así como se opone al colectivismo metodológico y a la vez ontológico durkheimiano, en el cual la sociedad en cuanto organización tiene existencia autónoma como una totalidad orgánica social-moral en proceso interno de transformación, o bien sus partes (clases u otras) pueden conocer en bloque y actuar conscientemente según un interés colectivo y/o social sin la participación comunitaria en dicho interés de sus miembros individuales:

Por lo tanto, toda clase puede ser la protagonista de cualquier posible "acción de clase" en innumerables formas, pero no de modo necesario, ni tampoco constituye ninguna comunidad, y se da lugar a graves equívocos cuando, desde el punto de vista conceptual, es equiparada a las comunidades. Y la circunstancia de que los hombres pertenecientes a la misma clase reaccionen habitualmente frente a situaciones tan evidentes como son las económicas mediante una acción de masas según los intereses más adecuados a su término medio –un hecho tan importante como elemental para la comprensión de los fenómenos históricos–, es algo que no justifica en modo alguno el empleo seudocientífico de los conceptos de "clase" y de "interés de clase" tan usual en nuestros días y que ha encontrado su expresión clásica en la siguiente afirmación de un talentoso escritor: el individuo puede equivocarse en lo que respecta a sus intereses, pero la "clase" es "infalible" en lo que toca a los suyos.

Weber distingue entre clases sociales, grupos de estatus y partidos políticos, estratos distintos que corresponden respectivamente a los órdenes económico, social y político.
- Las clases sociales se definen por la relación económicamente determinable entre sus miembros y el mercado. Estas son solo una de las formas de la estratificación social, atendiendo a las condiciones de vida material, y no constituyen un grupo consciente de su propia unidad más allá de ciertas condiciones sin necesaria comunidad de intereses.
- Los grupos de estatus se distinguen por su modo de consumo y por sus prácticas sociales diferenciadas que dependen a la vez de elementos objetivos (los que después Pierre Bourdieu llamaría capital social) y de otros puramente subjetivos como la reputación (el honor, el prestigio, etc.)
- Los partidos políticos pueden acceder al poder estatal y alterar con mandatos concretos las reglas abstractas de la sociedad, utilizando su influencia para obtener beneficios ideales o materiales para sus miembros, los cuales unifican en forma institucional intereses y estatus sociales comunes preexistentes al Estado o generados desde él.

El contexto histórico presenta la llegada de una clase media ya fortalecida tras la experiencia del fordismo y que se sumaría como un actor de peso entre el proletariado y la burguesía, aunque con la salvedad de ser un estado de tránsito permanente. La complejización de este proceso, traspasó su carga teórica a la sociología contemporánea (desde mediados de los años setenta) la que se hizo cargo de este problema en un contexto de crisis de la sociedad moderna-industrial tal como se había conocido históricamente.

### La visión weberiana de la lucha de clases
A diferencia del enfoque basado en la mera relación entre propiedad y forma de ingreso, el pensamiento sociológico weberiano resalta el poder de disposición sobre bienes y servicios, así como en los modos en que esa disposición se aplica a la obtención de rentas e ingresos, por lo cual utiliza la posición económica en el intercambio combinada con la posición social en la producción, completando así la demarcación de clase que Marx no había podido terminar apelando solo al último criterio.
Dentro de la definición de clase social en sentido amplio, Weber distingue entre diferentes criterios de clasificación por los cuales existen múltiples tipos de clases que se yuxtaponen entre sí en un mismo individuo:
- clases "propietarias" (se definen por la probabilidad de proveerse de bienes, obtener una posición externa a su fuente de ingresos y un destino personal)
- clases "lucrativas" (demarcadas por el valor que adquieren en el mercado los bienes y servicios que proveen)
- clases "sociales" en sentido estricto (reúnen los rasgos anteriores pero por su ocurrencia típica a lo largo de las generaciones es la más parecida a un "estamento")

Como se advierte, la clasificación reserva el calificativo de “social” para aquellos grupos que ocupan un lugar en la escala que no varía con el tiempo o cuyas alteraciones son mínimas. Ello supone que la propiedad es de por sí mudable pues su conservación no está asegurada para siempre. A su vez, se puede formar parte de la clase lucrativa, pero a condición de que los bienes y servicios mantengan su valor en el mercado; de lo contrario, la pertenencia a ese colectivo se suspende. Sin embargo, el proletariado (especialmente el de la industria mecanizada), la pequeña burguesía y la intelligentsia sin propiedad, constituyen clases sociales en el sentido específico del término, dado que sus intereses tienden a homogeneizarse. No obstante, de ello no deriva la lucha de clases: a juicio de Weber, la historia demuestra que quienes poseen propiedad pueden muy bien aliarse con los sectores menos privilegiados. La contradicción de clases tiende a efectivizarse cuando la propiedad se enfrenta al desclasamiento, cuando las acreencias se oponen a las deudas, situaciones que pueden conducir a verdaderas luchas revolucionarias.

Sin embargo estos conflictos y pugnas, por su misma naturaleza, no reflejan una contrariedad cualitativa e intrínseca entre clases sociales que, como en el marxismo, las deba definir por "contraposición"; por tanto no necesitan resolverse mediante la transformación del sistema económico o del orden social, sino mediante cambios en el acceso a un tipo de propiedad o a una diferente distribución de la misma:

La distinción entre clases propietarias y lucrativas se basa en la fusión de dos criterios: el tipo de propiedad que se emplea como medio de pago, y la clase de servicios que pueden ofrecerse en el mercado. Su utilización conjunta bosqueja una concepción pluralista de las clases en la cual la propiedad que rinde beneficios en el mercado es altamente variable, además de producir y reproducir numerosos y diversos intereses dentro de la clase dominante. Otro tanto sucede con los carentes de propiedad, porque las calificaciones negociables que poseen pueden muy bien dar lugar a intereses contrapuestos.

### El énfasis en las categorías de la sociología clásica
Respecto a la cuestión del poder, Weber implica en gran parte un acercamiento mayor a Tocqueville que a Marx (salvo en sus estudios sobre el bonapartismo), ya que resalta que el poder, no importa si se somete a alguien más, siempre reside en última instancia en los grupos políticos. La diferenciación entre tipos de grupos sociales relevantes incluye a fenómenos no necesariamente incluidos en el poder político y remite al posterior intento de Ferdinand Tönnies de regresar a distinciones más realistas y clásicas entre "clase" (en la cual la pertenencia se descubre a posteriori en una situación de tipo económica) y "estamento" (en el cual la pertenencia es condición a priori, independiente del rol económico, sobre la base de una categoría cultural de la comunidad que la acepta); por esto las primeras son un fenómeno societario y mercantil propio de la modernidad, y las últimas un fenómeno comunitario tradicional y religioso. Como fenómeno social, los estamentos tuvieron mayor relevancia que las clases sociales en el comunitario Occidente medieval, en gran parte gracias a sus hibridados criterios de pertenencia familiar: los hereditarios feudales y de auto-elección clericales. Los estamentos son a su vez distinguidos de las "castas", fenómeno propio de ciertos países de oriente, como el caso hindú, cuyas etnias endogámicas se vuelven formaciones sociales superpuestas pero que, sin embargo, casi no tienen abierta relación entre sí ni con el resto de la sociedad, cuya unidad se preserva mediante sistemas económicos asiáticos, pseudo-feudales, y centralizados, un fenómeno que Marx había objetivado como "modo de producción asiático". La distinción entre clase, casta y estamento es, por tanto, clave en Weber:

Aun cuando en determinadas situaciones Weber utiliza el modelo dicotómico, su análisis procede mediante la diferenciación entre clases, estamentos y partidos, recurso que utiliza para destacar el proceso de división del poder en la comunidad. La distribución a la que alude considera no sólo el poder económico sino también el que ambiciona prestigio y honor social y el que lucha por la obtención de poder político. En virtud de los intereses de mercado, la clase existe objetivamente aunque los individuos no sean conscientes de ello: es una “clase en sí” que no funda directa e inmediatamente lazos ni conciencia. Los estamentos, en cambio, agrupan a las personas en términos de la posesión –o de la pretensión de poseerlos– de privilegios positivos o negativos en la consideración social. La tenencia de dinero o la condición de empresario no constituyen calificaciones estamentales, pese a que pueden provocarlas. Inversamente, su carencia tampoco es una descalificación estamental, pese a que puede producirla. En síntesis, la sociedad estamental se rige por convenciones ligadas al estilo de vida y al consumo, mientras la sociedad clasista florece sobre la economía de mercado. Así como los estamentos crean comunidades subjetivas en las que los individuos se reconocen por cuanto forman círculos que tienden al aislamiento, así las clases instituyen sociedades cuya objetividad trasciende a las personas individuales y se organizan según las relaciones de producción y de adquisición. Las clases no son comunidades o clases “para sí”, pero constituyen bases posibles y frecuentes de una acción comunitaria.

## Clase social en la sociología contemporánea

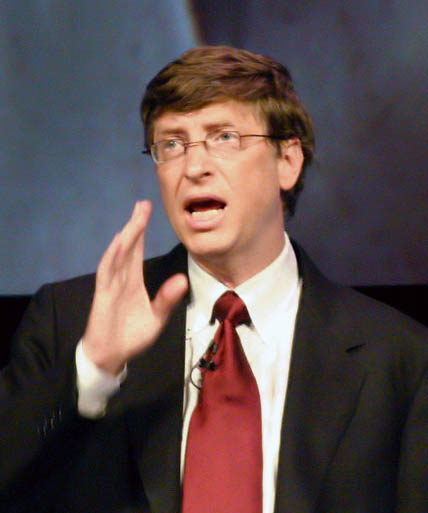
Bill Gates, fundador de Microsoft, representante simbólico del empresariado como clase social o clase corporativa indispensable frente al rol capitalista o al gerencial o clase business.

La nueva complejización de la sociedad desde fines del siglo XX hasta el XXI fue provocando encuentros entre las posturas actualizadas de Weber y Marx (neoweberianos y neomarxistas) aunque, por otro lado, continuaba la producción teórica más ortodoxa del marxismo. 
Talcott Parsons, mayor exponente del estructural-funcionalismo, considera de gran relevancia el concepto de clase social desarrollado por Karl Marx, aunque critica el conflicto inmanente presente en él. Para el sociólogo estadounidense las clases sociales son, primordialmente, estructuras familiares y de parentesco relacionadas fuertemente con la economía en un contexto social jerárquico. A contracorriente de Marx y Weber, Parsons afirma que la clase social es un estadio transitorio hacia la estratificación. Esta última, la entiende como un universal evolutivo, siendo estos estructuras complejas que permiten un aumento sustancial de las capacidades adaptativas de un sistema. Así, para el Parsons temprano la estratificación se asocia a nivel individual con el parentesco, cualidades personales, logros, posesiones, autoridad y poder, mientras que para el segundo, centrado en el modelo AGIL, se puede observar en términos institucionales en la economía, la política, el derecho y la cultura.
Niklas Luhmann, como en otros casos, se alejará de las ideas parsonianas en lo que al concepto de clase social se refiere. El sociólogo alemán, al situar a la diferenciación funcional como forma de diferenciación de la sociedad moderna, considera a la estratificación –y sus formas asociadas de desigualdad– como estadios evolutivos previos junto a la segmentación y la diferencia entre centro/periferia. Aun así, identifica una "sociedad funcionalmente diferenciada con estructura de clases" en el tránsito hacia la diferenciación funcional. En este tránsito la desigualdad no es tematizada bajo el estrato superior en términos interaccionales, sino mediante mecanismos sistémicos, sean estos dinero, carrera y prominencia. Usando dichos medios se articularían la clase económica, la clase organizacional, y la clase prominente. Luhmann sostiene, además, que la reproducción de estas clases se realiza en base al pago (clase económica), las decisiones (clase organizacional) y en las menciones en medios masivos (clase prominente). Entre algunos sistémicos que han trabajado el problema de la desigualdad social, problematizando el uso del concepto de clase social, se puede nombrar a Hugo Cadenas, Fernando Robles y Rudolf Stichweh.
Convergen neomarxistas y neoweberianos en la complejización contemporánea de las clases sociales, y en la constatación de hechos como la desigualdad social creciente y el caos teórico producido en la transformación del trabajo. Entre los teóricos destacados del análisis de clase contemporáneo están Goldthorpe, Erik Olin Wright, Erikson y Ralf Dahrendorf.